# Live at Montreux
Live at Montreux er et livealbum af The Dubliners udgivet i 1977.
De medvirkende er Luke Kelly, Barney McKenna, John Sheahan og Jim McCann.
Albummet blev optaget på Montreux Jazz and Folk Festival i 1976 og indeholder sange fra The Dubliners tidligere udgivelser.

## Spor[2]

### Side Et
1. "Fairmoye Lassies and Sporting Paddy"
2. "Lark in the Morning"
3. "Four Green Fields"
4. "Sheahan's Selection – Belfast Hornpipe/Doherty's Reel/Honeymoon Reel/Acrobat/Village Bells/Colonel Rodney

### Side To
1. "The Town I Loved So Well"
2. "Kelly, the Boy from Killane"
3. "The Mason's Apron"
4. "Montreux Monto"